# Alexander Søderlund
Alexander Søderlund (Haugesund, 3 de agosto de 1987) é um futebolista profissional norueguês que atua como atacante.